# 김남중 (작가)
김남중(1972년 ~ )은 대한민국의 작가이다. 전라북도 익산에서 출생했으며, 그의 대표작으로는 불량한 자전거 여행시리즈 등이 있다.전라북도 익산에서 태어났으며 수상경력은 제1회 창원아동문학상등이 있다.